# Girolamo Bacchini
Giovanni Maria Bacchini, oggi ricordato erroneamente come Girolamo Bacchini e noto anche come Fra Teodoro del Carmine o con il soprannome "Bacchino" (Mantova, ... – Mantova, ...; fl. 1588-1607) è stato un cantante castrato, compositore e religioso italiano.

## Biografo
Giovanni Maria Bacchini fu un monaco carmelitano castrato prima della pubertà e molto attivo nel panorama musicale mantovano come cantante, compositore e teorico della musica. Viene oggi ricordato soprattutto come "Girolamo Bacchini" a causa dell'errore di trascrizione commesso da Pietro Canal nel suo autorevole Della musica in Mantova (1881).
Bacchini fu molto attivo nei circoli musicali mantovani a partire dalla fine degli anni 1580 all'inizio del diciassettesimo secolo. La sua carriera cominciò componendo diverse messe in musica per la Basilica Palatina del Palazzo Ducale di Mantova, mantenendo la posizione di musico anche dopo la morte del duca Guglielmo Gonzaga. In questi anni scrisse un trattato di teoria musicale, il De musica, ora andato perduto, oltre a comporre e pubblicare il madrigale "Più che Diana". Le sue messe vennero pubblicate a Venezia nel 1589, nella raccolta Missarum quinque et sex vocum, liber primus.
Da una lettera datata 26 novembre 1594 da Vincenzo I Gonzaga al vicario generale dell'ordine dei carmelitani si evince non solo che Bacchini fosse membro dell'ordine religioso, ma anche che fosse un castrato, dato che il duca di Mantova si riferisce a lui come al "musico castrato". Nello stesso anno Bacchini accompagnò il Duca alla Dieta di Ratisbona, mentre l'anno seguente seguì Vincenzo Gonzaga in una spedizione militare nell'Ungheria meridionale insieme a Monteverdi, Marinone, Serafino Terzi e altri musicisti di corte.
Bacchini è noto soprattutto per la teoria che lo vorrebbe primo interprete del ruolo di Euridice ne L'Orfeo di Monteverdi, andato in scena per la prima volta alla corte di Francesco Gonzaga a Mantova nel 1607. L'ipotesi si basa sul fatto che Vincenzo Gonzaga accenni per lettera a un "pretino che fece da Euridice". Alcune critiche a questa teoria sono state mosse nell'ambiente degli studi musicologici e, in particolare, Tim Carter ha fatto notare che nel 1607 Bacchini avesse già terminato il suo servizio alla corte di Mantova, anche se lo studioso americano non nega la possibilità che Bacchini abbia potuto fare un raro ritorno a corte per l'occasione.